# Silvio Santisteban
Silvio Santisteban (São Paulo, 5 de julho de 1949) é um violonista, compositor e professor brasileiro.
Estudou violão com apenas sete anos de idade, com Milton D'Agostino, e depois com José Fonseca. É formado em Educação Musical e Artística no curso Superior de Violão da Faculdade de Música Santa Marcelinha. Foi em 1960 que iniciou sua carreira profissional, quando foi contratado pela Rede Record. Na mesma emissora, já participou de  programas como "O Fino da Bossa", com Elis Regina, e "Bossaudade", de Elizeth Cardoso. Além da Record, trabalhou na TV Cultura, e TV Gazeta, dando aulas de violão.
Se destaca pelo pioneirismo no ritmo jequibau, criado por Mario Albanese e Ciro Pereira, compasso de 5 tempos.

## Discografia
- Silvio Santisteban interpreta Milton D’Agostino (2011)[2]
- Um Violão no Cinema (2003)[1]
- Silvio Santisteban (1982)[1]
- Six Strings Poety (1966)[1]